# Michelangelo Aliprandi
Michelangelo Aliprandi (1527 – 1595 circa) è stato un pittore italiano attivo nella città di Verona.
Fu allievo nella bottega del celebre pittore Paolo Veronese a Venezia
Per la chiesa dei Santi Nazaro e Celso a Verona realizzò una Madonna che allatta il Bambino, seduta su di un piedistallo con i santi Sebastiano e Rocco.
Nella sua carriera si occupò di affrescare moltissime facciate di palazzi veronesi, di cui rimangono poche tracce. Realizzò anche la pala d'altare per l'altare del Rosario per la Parrocchiale di Sant'Ambrogio di Valpolicella, successivamente sostituita perché quasi del tutto rovinata.